# Хансен, Йоханнес
Йоханнес Хансен (дат. Johannes Hansen; 6 декабря 1882, Дания — 20 октября 1959, Гентофте, Копенгаген) — датский гимнаст, серебряный призёр летних Олимпийских игр 1912 года в командном первенстве по шведской системе.